# BT Monoceretis
BT Monocerotisa explodat în 1939 in constelația Monoceros cu magnitudine 4.5. A revenit la forma inițială în 36 de zile cu magnitudine 3.

## Coordonate delimitative
Ascensie dreaptă: 06h 43m 47s.43
Declinație: -02° 01' 16".8